# Piazza Dante
Piazza Dante är ett torg i Rione Esquilino i Rom. Det är tillägnat Italiens nationalskald Dante Alighieri. Torget är beläget på platsen för antikens Horti Lamiani samt Villa Palombara från 1500-talet. Byggnaderna vid Piazza Dante är i huvudsak ritade i eklekticism.

## Bilder

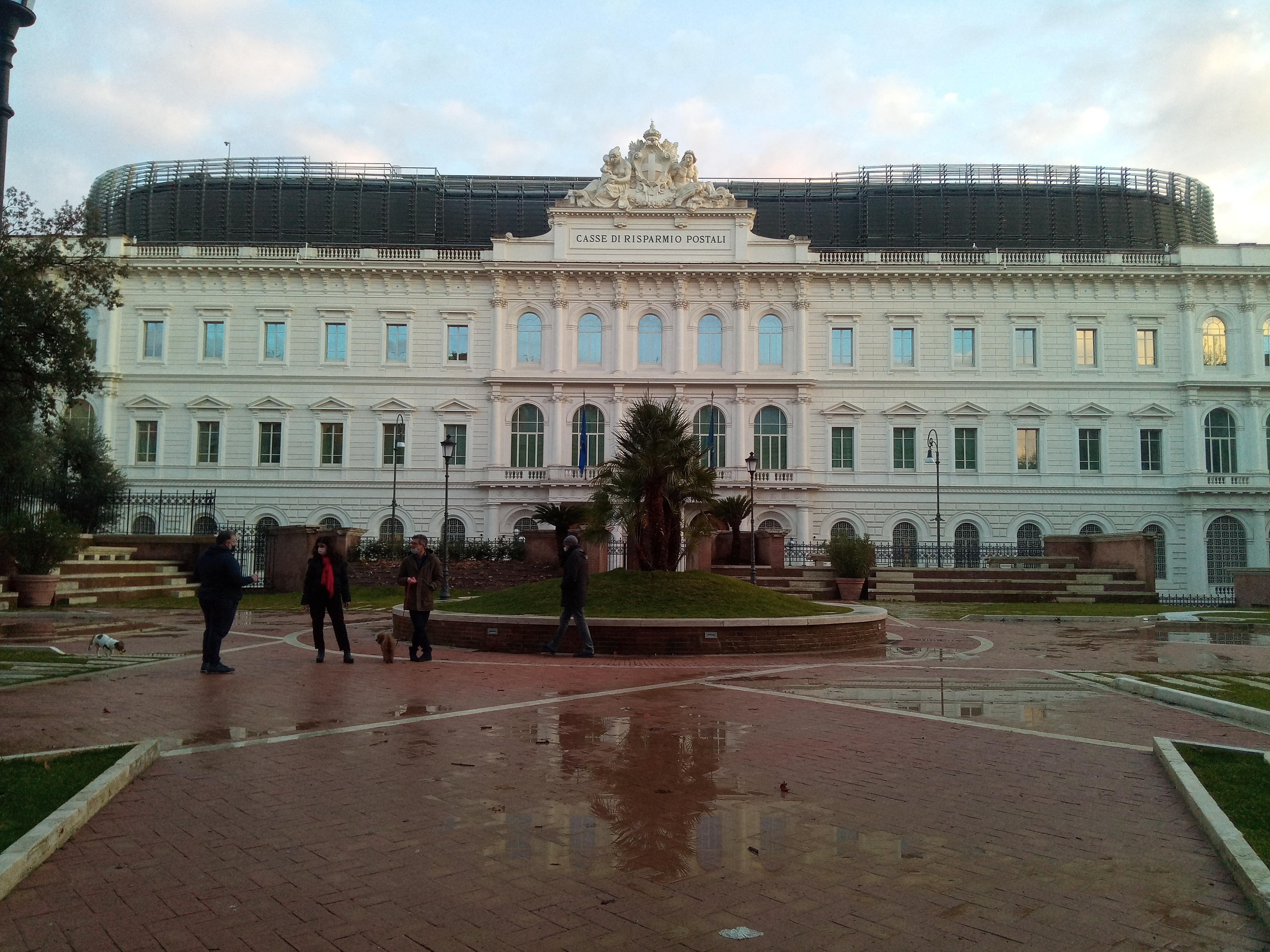
Palazzo delle Casse di Risparmio Postali.
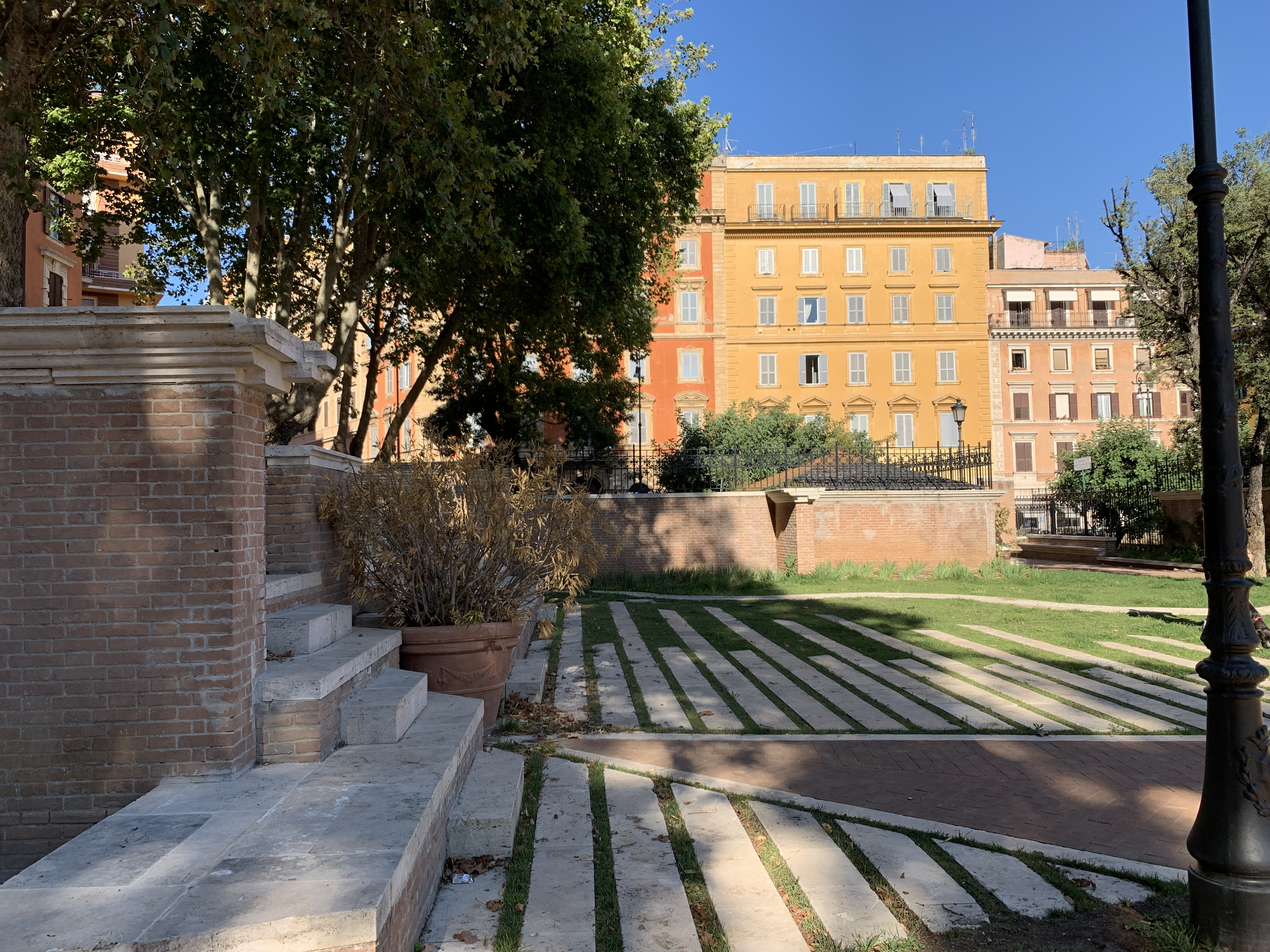
Piazza Dante.
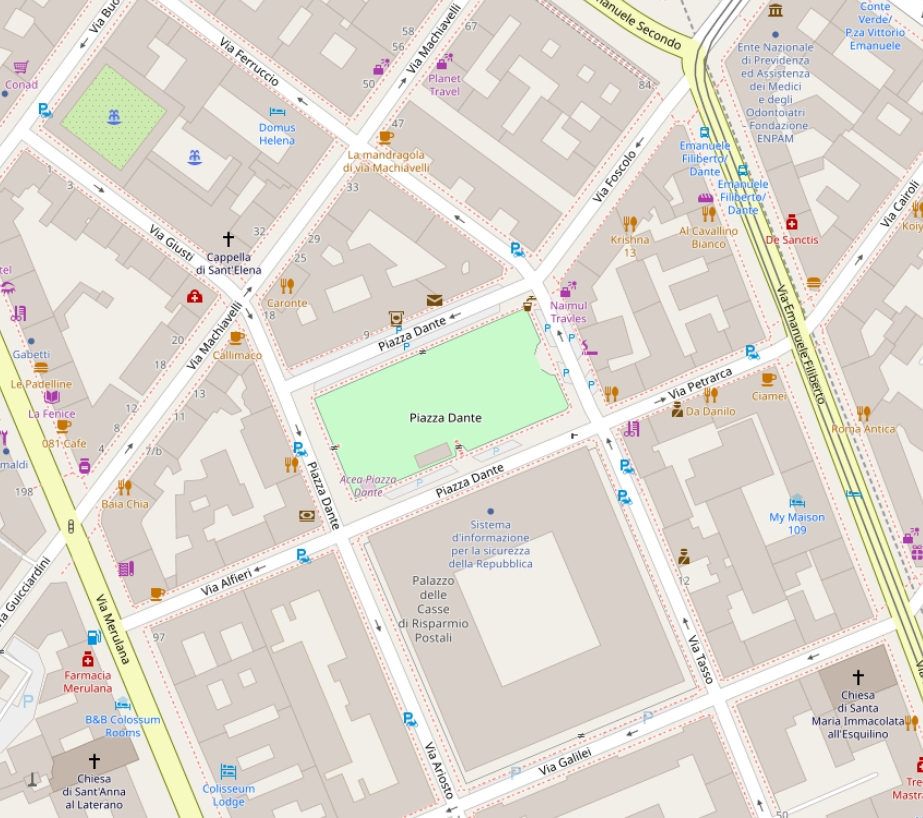
Piazza Dante på en karta från år 2022.
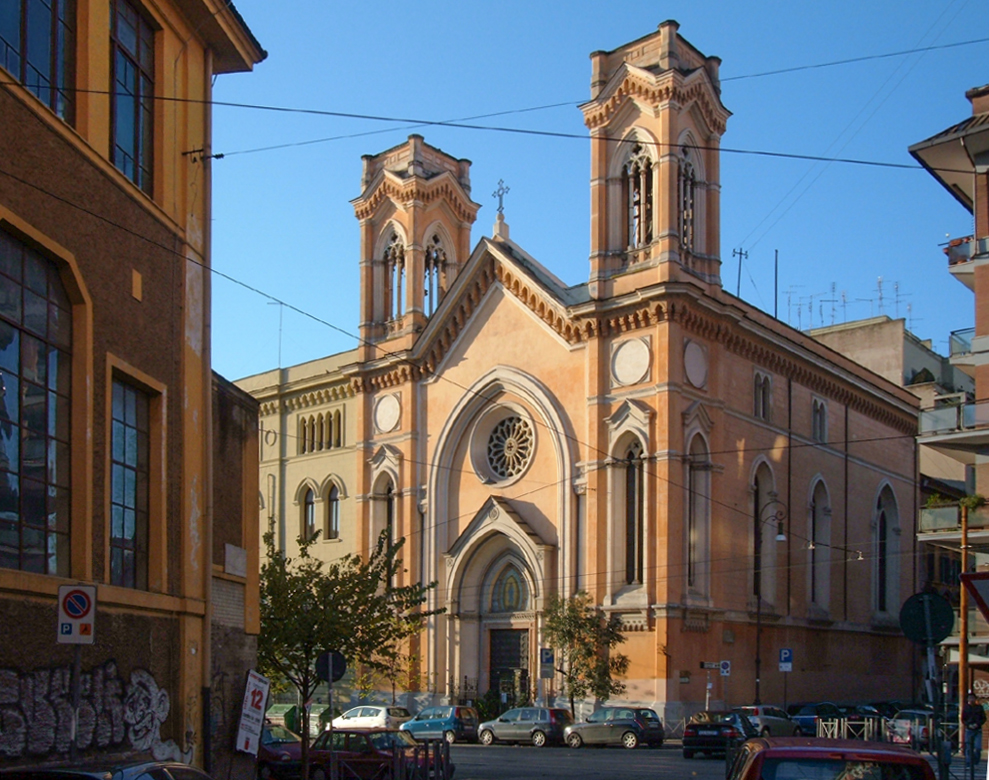
Santa Maria Immacolata all'Esquilino.
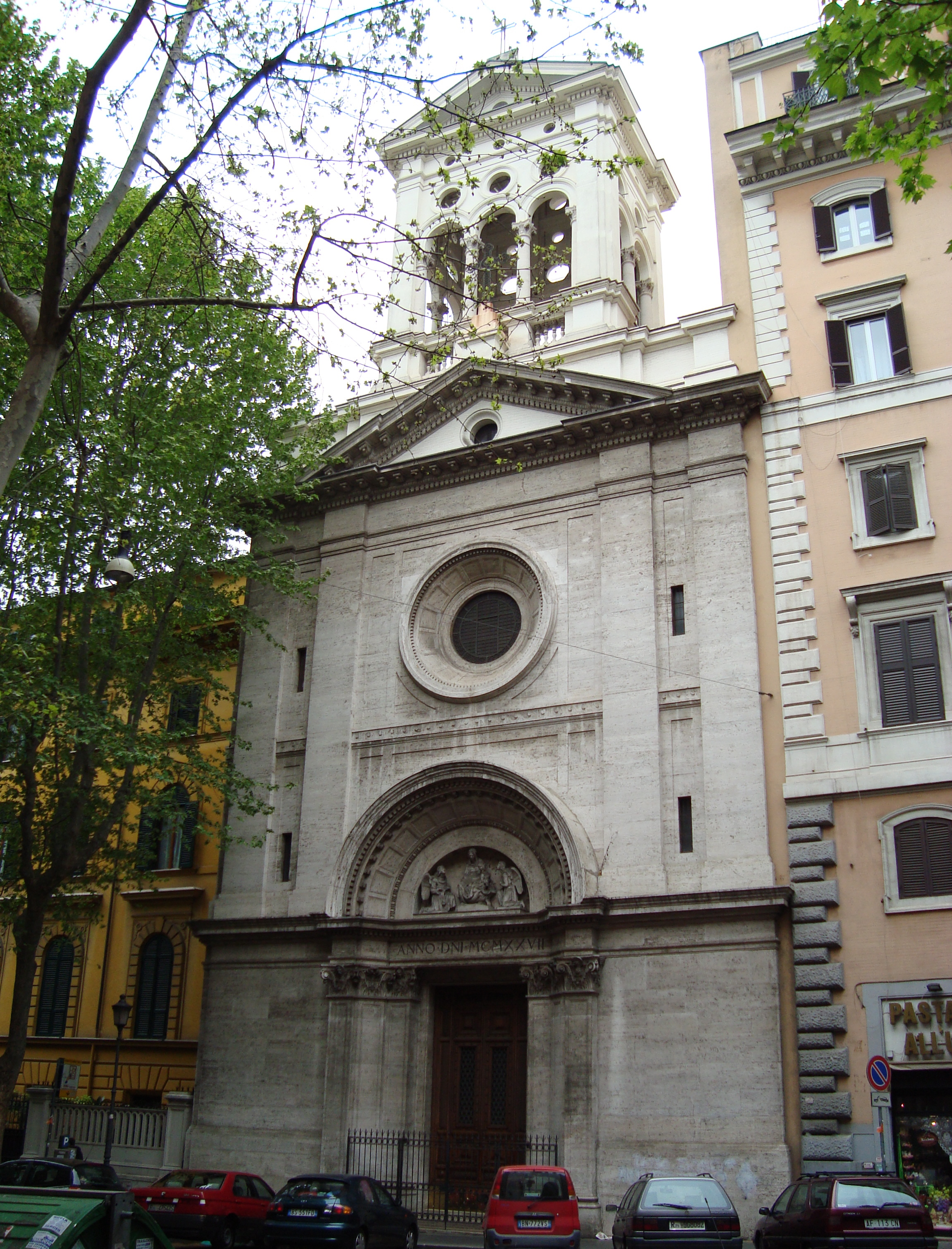
Sant'Anna al Laterano.

## Omgivningar
- Santa Maria Immacolata all'Esquilino
- Sacra Famiglia di Nazareth
- Sant'Anna al Laterano
- Sant'Elena all'Esquilino
- Santi Marcellino e Pietro
- Via Merulana

## Kommunikationer
- Tunnelbanestation – Roms tunnelbana, linje  Vittorio Emanuele
- Tunnelbanestation – Roms tunnelbana, linje  Manzoni
- Busshållplats Emanuele Filiberto/Dante – Roms bussnät, linjerna 360 590 nMA